# Camp d'Esports
Het Camp d'Esports is een multifunctioneel stadion in Lleida, een stad in Spanje. Het stadion wordt vooral gebruikt voor voetbalwedstrijden, de voetbalclub Club Lleida Esportiu maakt gebruik van dit stadion. Ook UE Lleida maakte gebruik van dit stadion, maar die club bestaat inmiddels niet meer. In het stadion is plaats voor 13.013 toeschouwers. Het stadion werd geopend in 1919 en gerenoveerd in 1993.

## Afbeeldingen

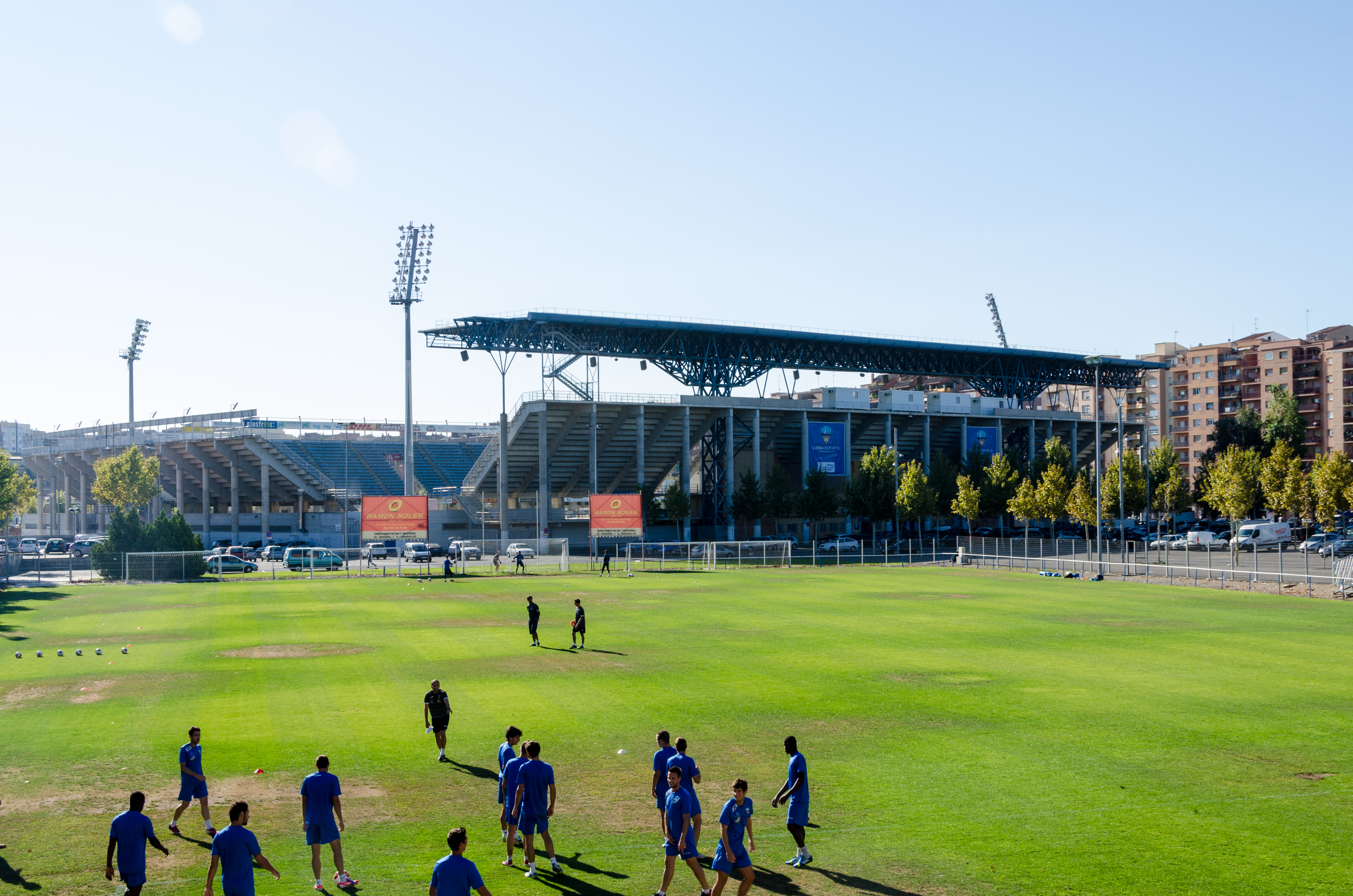
Training bij het stadion.
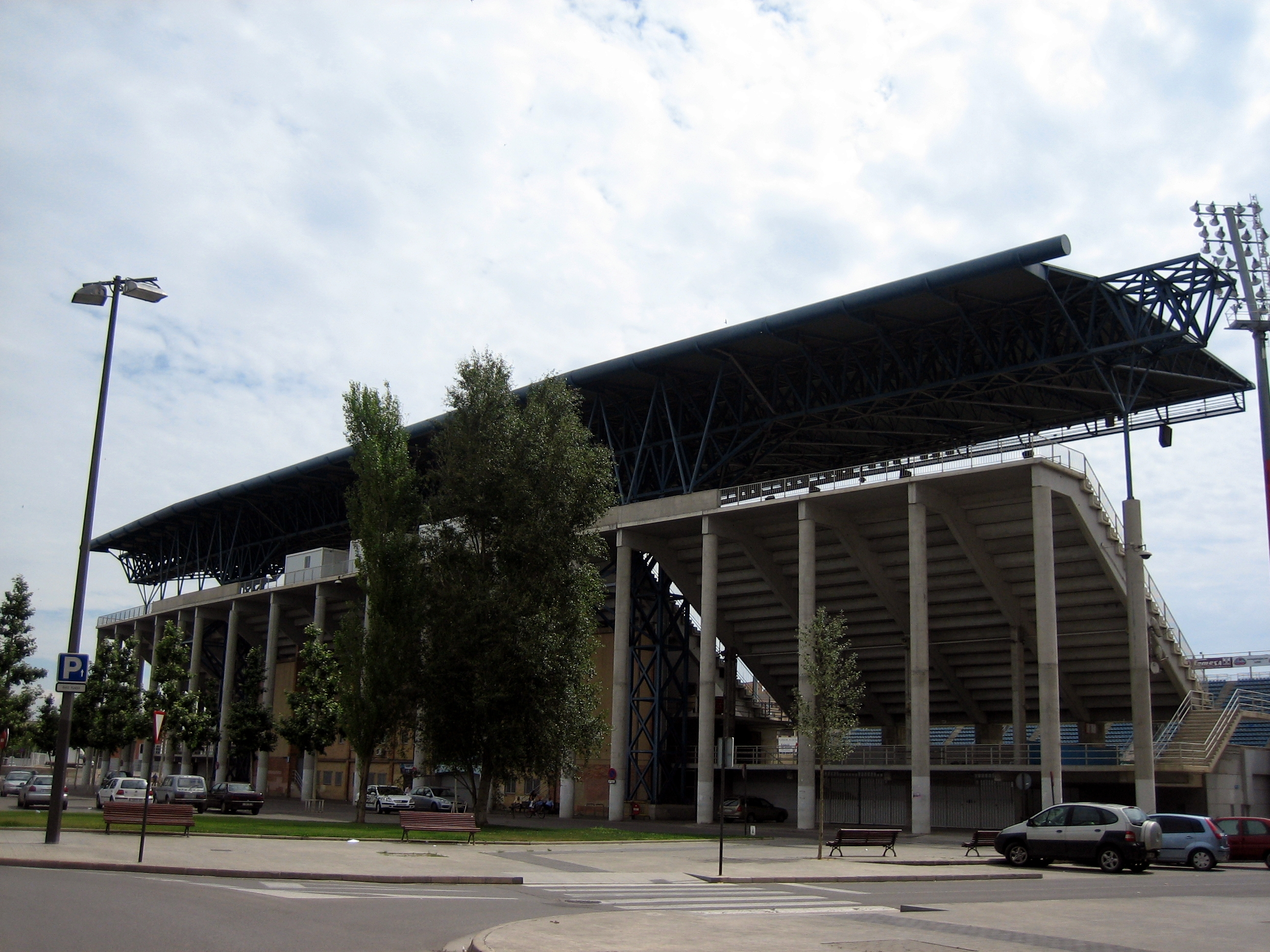
Het stadion van de buitenkant gezien.